# Scipione Domenico Fabbrini
Scipione Domenico Fabbrini (Toscana, ? - Rio de Janeiro, 7 de janeiro de 1841) foi um advogado, diplomata e presbítero italiano da Igreja Católica, Internúncio apostólico no Brasil.

## Vida inicial e presbiterado
Ele veio da Toscana para o Rio de Janeiro, capital do Império do Brasil, chegando em 1829 com o internúncio apostólico, Pietro Ostini, tornando-se auditor da internunciatura. Quando em 1832 Ostini se tornou núncio apostólico na Áustria, a direção da instituição brasileira foi assumida pelo Padre Fabbrini.
Por comunicação oficial expedida em 1 de setembro de 1832, a Secretaria de Estado da Santa Sé confirmava à Regência Imperial a permanência do Monsenhor Fabbrini como Encarregado de negócios à frente da nunciatura apostólica no Brasil, assegurando, contudo, que o grau de 1ª classe com que a nunciatura foi instituída anos antes permanecia inalterado.
Em 1833, teve que lidar com a reprovação da Santa Sé ao nome de Antônio Maria de Moura como bispo de São Sebastião do Rio de Janeiro e a indisposição de Diogo Antônio Feijó, ambos defensores do fim do celibato clerical no país, o que desagradava à Igreja.
Remeteu uma relação dos indivíduos filiados à Congrega della Giovine Itália, associação a qual pertenceu Giuseppe Garibaldi, no Rio de Janeiro. A lista, com dados imprecisos sobre cada um, foi feita por Gennaro Merolla, cônsul-geral do Reino de Nápoles no Rio de Janeiro e passada a Fabbrini, em maio de 1838.
Em 28 de novembro de 1840, por decisão do Papa Gregório XVI, tornou-se oficialmente internúncio apostólico no Brasil. Contudo, morreu em 7 de janeiro de 1841, sem ter tomado conhecimento de sua promoção nem ter sido elevado a arcebispo.